# Rosalind Chao

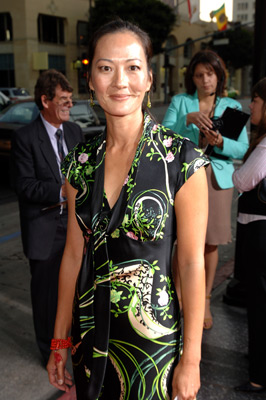
Rosalind Chao in Los Angeles (2005)

Rosalind Chao (chinesisch 趙家玲 / 赵家玲, Pinyin Zhào Jiālín, W.-G. Chao Chia-lin Yale Chau Jyalin; * 23. September 1957 in Anaheim, Kalifornien) ist eine US-amerikanische Schauspielerin chinesischer Herkunft.

## Karriere
Die als Chao Chia-lin in Anaheim, Kalifornien, geborene chinesischstämmige Schauspielerin legte sich wie viele andere asiatische Kollegen einen westlich klingenden Künstlernamen zu. Rosalind Chao ist seit 1989 mit dem englischen Schauspieler Simon Templeman verheiratet, mit dem sie zwei Kinder hat.
Erste schauspielerische Erfolge feierte sie Anfang der 1980er Jahre in der Kultserie M*A*S*H als Soon-Lee Hahn, der späteren Ehefrau von Corporal Maxwell Klinger alias Jamie Farr. Auch in dem ab 1983 produzierten Spin-off After Mash spielte sie in einigen Folgen mit.
In den folgenden Jahren konzentrierte sie sich auf ihre Karriere als Fernsehschauspielerin und spielte in mehreren Serien.
In Raumschiff Enterprise – Das nächste Jahrhundert und Star Trek: Deep Space Nine spielte sie Keiko O'Brien, eine japanische Botanikerin, die als Frau des Chefingenieurs Miles O’Brien eine Schule auf der Raumstation DS9 gründet und dort als Lehrerin arbeitet. Durch die Arbeit an den beiden Serien erlangte Chao größere Bekanntheit und war in der Folge auch in einigen Kinofilmen in Nebenrollen zu sehen, so etwa 1997 in Wim Wenders’ Am Ende der Gewalt an der Seite von Bill Pullman und Andie MacDowell. 1998 stand sie im Drama Hinter dem Horizont neben Robin Williams und Cuba Gooding Jr. vor der Kamera.
In der Dramaserie O.C., California verkörperte sie in der ersten und dritten Staffel die Direktorin Dr. Kim der Harbour High School. In dem Film Freaky Friday – Ein voll verrückter Freitag spielte sie 2003 die Rolle der Pie Pie.
2007 war Chao im Film Nanking über die Massaker von Nanking in einer Hauptrolle zu sehen.

## Deutsche Synchronstimme
In Deutschland wird Chao überwiegend von Iris Artajo sowie der Schauspielerin Ulrike Möckel synchronisiert.

## Filmografie (Auswahl)

### Filme
- 1980: Die große Keilerei (The Big Brawl)
- 1981: Der Gigant (An Eye for an Eye)
- 1992: Jagd auf einen Unsichtbaren (Memoirs of an Invisible Man)
- 1993: Töchter des Himmels (The Joy Luck Club)
- 1997: Am Ende der Gewalt (The End of Violence)
- 1998: Hinter dem Horizont (What Dreams May Come)
- 2001: Blutige Indizien – Das Spiel mit dem Tod (Three Blind Mice)
- 2003: Freaky Friday – Ein voll verrückter Freitag (Freaky Friday)
- 2005: Solange du da bist (Just Like Heaven)
- 2007: Nanking
- 2012: Knife Fight
- 2015: Stockholm, Pennsylvania
- 2019: Plus One
- 2019: Die Geldwäscherei (The Laundromat)
- 2020: Mulan
- 2021: Together Together
- 2023: Not an Artist
- 2024: Sacramento
- 2025: Freakier Friday

### Fernsehserien
- 1983: M*A*S*H (2 Folgen)
- 1983–1985: After MASH (26 Folgen)
- 1985–1987: Stingray (eine Folge)
- 1985: Trio mit vier Fäusten (Riptide, eine Folge Der Koffer des Chinesen)
- 1986: Das A-Team (The A-Team, Folge 5x09 Countdown in Hongkong)
- 1987: Max Headroom (2 Folgen)
- 1988: Miami Vice (eine Folge)
- 1991: Die besten Jahre (Thirtysomething, eine Folge)
- 1991–1992: Raumschiff Enterprise – Das nächste Jahrhundert (Star Trek: The Next Generation, 8 Folgen)
- 1993–1999: Star Trek: Deep Space Nine (20 Folgen)
- 1995: Mord ist ihr Hobby (Murder, She Wrote, eine Folge Ein Akt der Verzweiflung)
- 1999: Emergency Room – Die Notaufnahme (ER, eine Folge)
- 2003–2006: O.C., California (The O.C., 6 Folgen)
- 2005: Immer wieder Jim (According to Jim, Folge 5x8 Jim und der Horrorpfirsich)
- 2009: Grey’s Anatomy (eine Folge)
- 2009: Private Practice (eine Folge)
- 2010: CSI: Vegas (CSI: Crime Scene Investigation, eine Folge)
- 2011: Criminal Intent – Verbrechen im Visier (Law & Order: Criminal Intent, eine Folge)
- 2012: Bones – Die Knochenjägerin (Bones, eine Folge)
- 2012: Apartment 23 (Don’t Trust the B---- in Apartment 23, 4 Folgen)
- 2014: Forever (eine Folge)
- 2015: Castle (Folge 7x17 Hongkong Supercop)
- 2015: Sin City Saints (5 Folgen)
- 2016: Hawaii Five-0 (eine Folge)
- 2016: The OA (Folge 1x03)
- 2024: 3 Body Problem (Fernsehserie)